# Shota Kanno
Shota Kanno (菅野 将太 Kanno Shota?), född 6 januari 1984 i Kanagawa prefektur, är en japansk före detta fotbollsspelare.
Kanno började sin karriär 2006 i ALO'S Hokuriku (Kataller Toyama). Han spelade 29 ligamatcher för klubben. Han avslutade karriären 2009.